# 埃莱娜·德弗朗斯
埃莱娜·德弗朗斯（法語：Hélène Defrance，1986年8月11日—），法国女子帆船运动员。她曾代表法国参加2016年夏季奥林匹克运动会帆船比赛，搭档卡米耶·勒库安特获得女子470级铜牌。